# 阿斯科利港

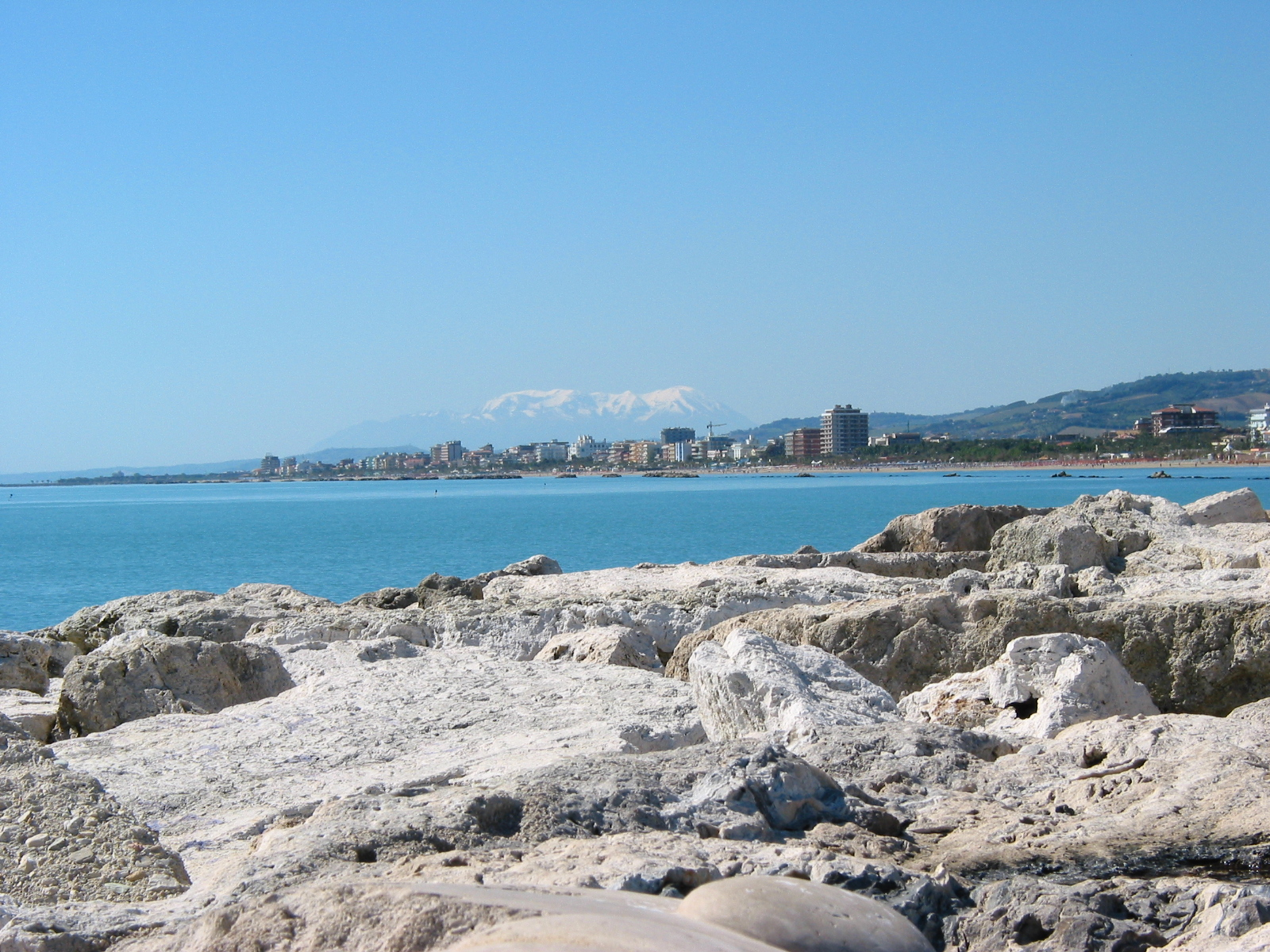

阿斯科利港（Porto d'Ascoli）是意大利的城鎮，位於該國東部特龍托河口處，由阿斯科利皮切諾省負責管轄，處於海拔水平面，主要經濟活動是旅遊業，2010年人口約3,000。

## 外部連結
- Municipal page （页面存档备份，存于）
- （意大利文） Municipal site of San Benedetto del Tronto （页面存档备份，存于）

42°55′N 13°53′E / 42.917°N 13.883°E